# .co
.co је највиши Интернет домен државних кодова (ccTLD) за Колумбију. Администриран је од стране Los Andes универзитета.
Видите такође .com, јер многе државе допуштају регистрантима (обично компанијама) да имају другостепене домене уобичајено у форми .co.xx, где је xx НИДдк. Уједињено Краљевство (.co.uk), Нови Зеланд (.co.nz), Јапан (.co.jp), Јужна Кореја (.co.kr) и Острва Кук (co.ck.) су све примери.
Близу 2000. године када су многи домени државних кодова рекламирани као светски генерички домени, постојали су планови да се омогуће другостепене регистрације у .co за регистранте широм света како би се створио капитал због сличности овог имена са .com и другостепеним именима у другим државним кодовима као што је .co.uk. Међутим, ово се није обистинило и регистрације су остале ограничене на трећестепене домене испод другостепених имена као што је .com.co и ограничен је на регистранте из Колумбије.